# Brogovita
Brogovita (znanstveno ime Viburnum opulus) je listopadni grm, ki je samonikel v Evropi, Severni Afriki in osrednji Aziji.

## Opis
Brogovita običajno raste kot grm in doseže višino med 4 in 5 m. Listi so na veje nameščeni nasprotno, sestavljeni pa so iz treh lističev in so na prvi pogled podobni listom nekaterih vrst javorja. V dolžino merijo med 5 in 10 cm. Baza je zaobljena, robovi pa nazobčani. Cvetovi so zbrani v bele češulje, ki v premeru merijo med 4 in 11 cm in se razvijejo na koncu vej. Češulje so sestavljene iz zunanjega pasu neplodnih cvetov, ki v premeru merijo med 15 in 20 mm. V sredini češulje so manjši, plodni cvetovi, ki v premeru merijo okoli 5 mm. Drevo cveti zgodaj spomladi, oprašijo pa ga žuželke. Iz oplojenih cvetov se razvijejo rdeče jagode s premerom 7 do 10 mm, v katerih je eno seme. S plodovi se hranijo različne ptice, ki nato raznašajo seme.

## Razširjenost in uporabnost
Brogovito so zanesli tudi v Severno Ameriko, kjer je zdaj splošno razširjena. Najbolj ji ustrezajo dobro odcedna in stalno vlažna tla, sicer pa uspeva tudi na drugih podlagah. Ustrezajo ji tako sončna kot tudi senčna rastišča, dobro pa prenaša tudi mraz.
Plodovi brogovite so v majhnih količinah užitni, če pa jih zaužijemo preveč, lahko povzročijo bruhanje in drisko. Zaradi kislega okusa so najbolj primerni za kuhanje marmelade.
Skorja drevesa vsebuje učinkovine, ki lajšajo krče gladkega mišičja, zaradi česar so jo v preteklosti ponekod uporabljali za lajšanje porodnih krčev.